# El Gallo (Rafael Gómez Ortega)
Pour les articles homonymes, voir El Gallo, Gómez et Ortega.
Rafael Gómez Ortega dit « El Gallo » (le Coq), né le 18 juillet 1882 à Madrid (Espagne), mort le 25 mai 1960 à Séville (Espagne), est un matador espagnol.

## Présentation
Surnommé « El Divino Calvo » (« Le Divin Chauve ») en raison d’une calvitie précoce, Rafael « El Gallo » était fils de matador (Fernando Gómez « El Gallo »), frère de matador (José Gómez Ortega « Joselito », alias « Gallito »), et beau-frère de matador (Ignacio Sánchez Mejías). Il a donné son nom à une passe de muleta qui porte le nom de « molinete gallista », plus généralement connue sous le nom de molinete. Il a aussi donné son nom à une passe aidée : le kikiriki.
Il était l’un des matadors les plus appréciés de son époque, grâce à son toreo élégant et classique, notamment au capote. Il l’était également à cause de ses carences qui, loin de le desservir, faisaient partie de son personnage et le rendaient encore plus attachant. Notamment, il lui arrivait souvent de s’arrêter en pleine faena, incapable de continuer à toréer. Il lui arrivait également souvent d’être pris d’une peur panique devant le taureau, ce qui déclenchait tout simplement une fuite en direction de la contrepiste. Loin de lui en tenir rigueur, le public s’en amusait, et même espérait ces espantadas, qu’il expliquait tout simplement : « Las broncas se las lleva el viento, y las cornadas se las queda uno. » (« Les broncas, le vent les emporte, les coups de cornes, il en reste quelque chose »)

## Carrière
- Présentation en public : Valence (Espagne) en 1885, avec son père, Fernando Gómez « El Gallo », Antonio Reverte et Emilio Torres « Bombita » comme subalternes.
- Alternative : Séville, le 28 septembre 1902. Parrain, Emilio Torres Reina « Bombita » ; témoin, Ricardo Torres Reina « Bombita », frère du précédent. Taureaux de la ganadería de Otaolaurruchi.
- Confirmation d’alternative à Madrid : 20 mars 1904. Parrain, Rafael Molina Martínez « Lagartijo Chico ». Taureaux de la ganadería du duc de Veragua.
- Premier de l’escalafón en 1912.